# Gebara (Alava)
Pour les articles homonymes, voir Gebara.
Gebara en basque ou Guevara en espagnol, est une commune ou contrée de la municipalité de Barrundia dans la province d'Alava dans la Communauté autonome basque (Espagne).
Che Guevara y aurait des origines paternelles.

## Référence
1. ↑  Officiellement « Gebara » Euskal Herriko leku 2012-07-25 (Site d'Euskaltzaindia ou Académie de la langue basque)
2. ↑  (es) « Origines de Che Guevara »